# Selišče, Tolmin
Selišče je naselje v Občini Tolmin.
Tolminski urbar iz leta 1377 navaja "Villa de Vallars", ki je v spisku navedeno med Kamnim in Volarjami. Kaže, da je šlo za današnje Selišče in ne Volarje. Selišče se je moralo v času nastanka urbarija imenovati Volarsko selišče ali pa Volarsko. 
Vasica leži ob potoku Volarniku, ki ga domačini imenujejo tudi Volarja. Če gredo v Volarnikovo grapo, pravijo, da gredo v Volarjo. 
Čez grapo vodi most, pod njim sta dva jezova, s katerima se z vodo napajata dve mali hidroelektrarni. V 80. letih 20. stoletja sta nastali na ostankih nekdanjih vodnih mlinov.